# هندریک جان داویدس
 هندریک جان داویدس (انگلیسی: Hendrik Jan Davids؛ زاده ۳۰ ژانویهٔ ۱۹۶۹) یک تنیس‌باز اهل هلند است.